# Cryptophis boschmai
Espèce
Synonymes
- Denisonia boschmai Brongersma & Knaap van Meeuwen, 1961
- Rhinoplocephalus boschmai (Brongersma & Knaap van Meeuwen, 1961)

Cryptophis boschmai est une espèce de serpents de la famille des Elapidae. 

## Répartition
Cette espèce se rencontre en Nouvelle-Guinée et au Queensland en Australie.

## Description
L'holotype de Rhinoplocephalus boschmai mesure 439 mm dont 78 mm pour la queue.

## Étymologie
Cette espèce est nommée en l'honneur de Hilbrand Boschma (en) (1893-1976).

## Publication originale
- Brongersma & Knaap-van Meeuwen, 1961 : On a new species of Denisonia (Reptilia, Serpentes) from New Guinea. Zoologische Mededelingen, vol. 39, p. 550-554 (texte intégral).